# Sperrwandler
Der Sperrwandler, auch Hoch-Tiefsetzsteller, englisch flyback converter, ist eine Betriebsart für Gleichspannungswandler. Er dient zur Übertragung elektrischer Energie zwischen einer Eingangs- und einer Ausgangsseite galvanisch getrennter Gleichspannungen. Der vom Prinzip ähnlich arbeitende Inverswandler besitzt keine galvanische Trennung zwischen den beiden Seiten.
Sperrwandler finden sich in primärgetakteten Schaltnetzteilen kleiner Leistung (kleiner 250 W, auch als separate Standby-Versorgung in größeren und PC-Netzteilen), in Spannungswandlern in elektronischen Geräten usw. Die Hochspannungs-Erzeugung in Blitzgeräten und für Bildröhren von Fernsehgeräten, weiterhin auch die Erzeugung des Zündfunkens in Automobilen, sind Beispiele dafür.
Der Sperrwandler, der zur Energieumformung von Gleichspannung auf eine andere Spannung dient, ist von der Oszillatorschaltung des Sperrschwingers zu unterscheiden.

## Funktionsweise

Prinzipschaltung

Spannungen und Ströme mit Transistor

Spannungen und Ströme beim Sperrwandler
U_{T} – Spannung über dem Schalttransistor,
U_{T max} = U_{e} + U_{a} * N_{1} / N_{2},
I_{1} – Strom durch die Primärseite (grün),
I_{2} – Strom durch die Sekundärseite (violett)

Das Prinzip des Sperrwandlers ist, dass eine kleine Menge Energie im Magnetfeld eines Trafos, bestehend aus dem idealen Übertrager L1 und L2 und der Hauptinduktivität Lh, gespeichert wird. Die 1. Phase ist das „Laden“ der Hauptinduktivität, die 2. Phase das „Entladen“ über die Sekundärseite. Dieser Zyklus wird mit Schaltfrequenz einige Tausend Mal pro Sekunde durchlaufen, so dass ein quasi kontinuierlicher Energiefluss von der Erzeuger- zur Verbraucherseite entsteht.
Die 1. Phase ist die Leitphase mit geschlossenem, die 2. Phase die Sperrphase mit geöffnetem Schalter S.
Während der Leitphase (0…t1) sperrt die Diode D (Plus an Kathode), und es fließt nur ein Strom durch die Hauptinduktivität Lh, welcher durch die Eingangsspannung Ue verursacht wird. Die Wicklung L2 ist stromlos. Es baut sich im Luftspalt der Spule eine magnetische Spannung auf. In dieser Phase gibt es keine Energieübertragung, die Ausgangsspannung wird nur durch den Kondensator C gehalten.
Öffnet sich der Schalter S, so beginnt die Sperrphase (t1…T). Der Strom I1 wird durch den offenen Schalter schlagartig zu null. Da aber der Strom durch die Hauptinduktivität Lh nicht springen kann, fließt er über den idealen Übertrager, also L1 und L2, und über die Diode D zum Ausgang. Dort lädt er den Kondensator C auf die Ausgangsspannung Ua auf. Dieser Strom nimmt linear ab und wird im lückenden Betrieb schließlich Null, wenn alle Energie aus der Spule abgeflossen, die Spule also "entladen" ist (t2). Danach schließt der Schalter wieder, die Leitphase beginnt erneut, und der Zyklus startet von Neuem. Der eigentliche Energietransport auf die Sekundärseite findet während der Sperrphase statt, weshalb diese Schaltung als Sperrwandler bezeichnet wird.
Eine nicht ideale Spule verfügt über Wicklungskapazitäten, die zu Beginn der Sperrphase ebenfalls aufgeladen wurden. Die dort gespeicherte Energie führt zusammen mit der Spule zu einer gedämpften Eigenresonanzschwingung (Schwingkreis), nachdem die Spule ihren gesamten Strom abgegeben hat (t2…T).
In der Praxis wird als Schalter S ein Transistor eingesetzt, wobei eine Schaltfrequenz von meist über 20 kHz (knapp über dem Hörbereich zur Vermeidung von Störgeräuschen) bis ca. 500 kHz gewählt wird – höhere Frequenzen erlauben die Verwendung kleinerer Spulen, bedingen aber höhere Verluste im Schaltelement und in der Diode.

### Der „Speichertransformator“
Magnetisch gekoppelte Spulen, wie sie bei dem Sperrwandler eingesetzt werden, ähneln Transformatoren. Sie unterscheiden sich jedoch wesentlich von Transformatoren, da die gesamte übertragene Energie zwischen den einzelnen Zuständen im Magnetfeld zwischengespeichert wird. Bei gewöhnlichen Transformatoren wird wegen der gleichzeitigen Leistungsaufnahme und -abgabe nur wenig magnetische Energie im Kern gespeichert. Der Magnetkern weist bei herkömmlichen Transformatoren keinen Luftspalt auf, wohingegen die Kerne bei Sperrwandlern immer einen Luftspalt wie bei Spulen aufweisen, in dem ein wesentlicher Teil der magnetischen Feldenergie durch die dort auftretende hohe magnetische Spannung gespeichert wird. Je nach Bauform wird der Luftspalt beispielsweise bei E-Kernen im Bereich des Mittelschenkels angebracht und ist von außen nicht mehr sichtbar.
Bei Schaltnetzteilen nach dem Sperrwandler-Prinzip ist der Speichertransformator dank der hohen Arbeitsfrequenz dennoch viel kleiner und leichter als ein 50-Hz-Transformator. Er ist jedoch größer als der Transformator bei anderen Schaltnetzteil-Topologien; dafür ist für Sperrwandler keine weitere Speicherdrossel erforderlich.

### Besonderheiten

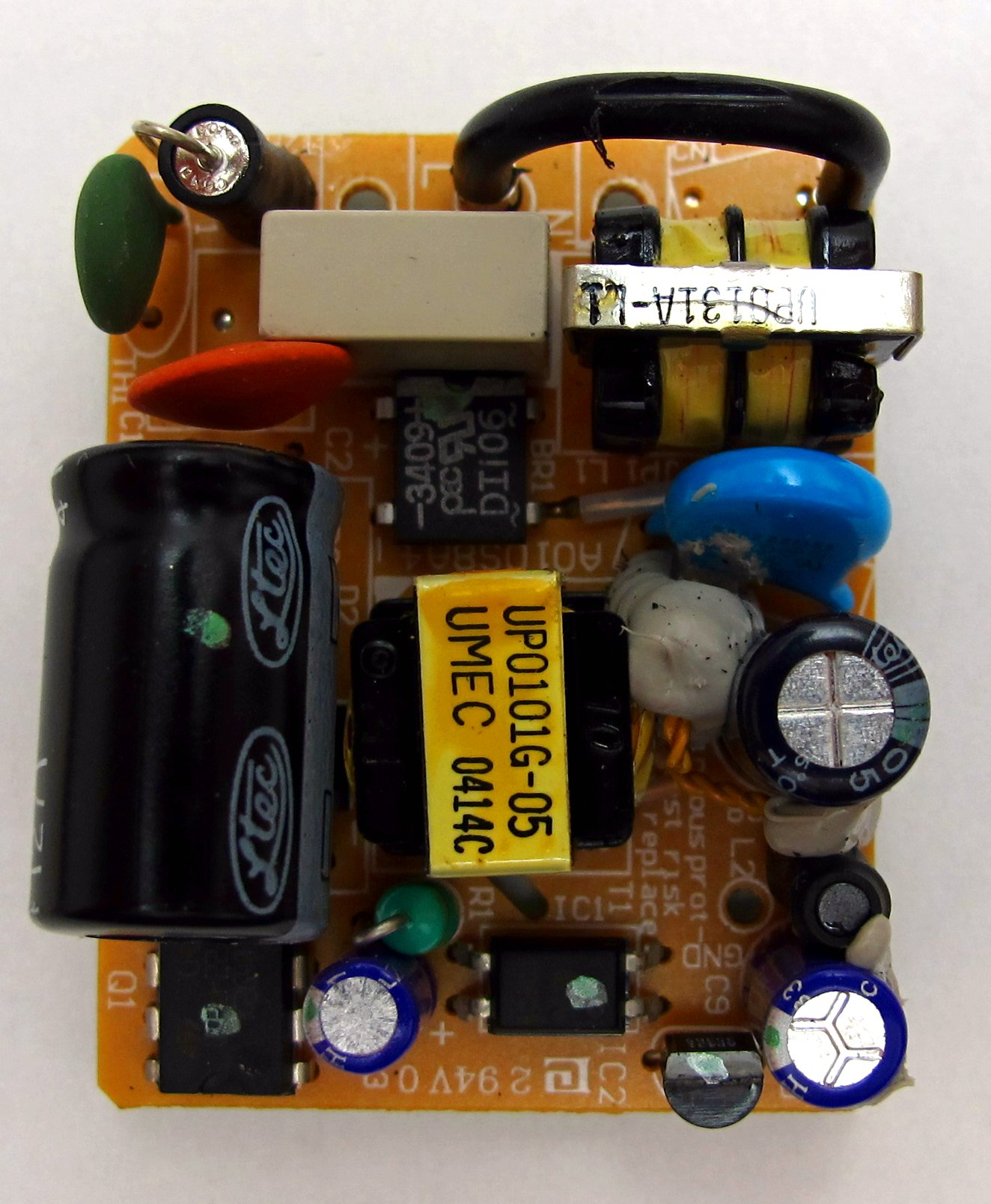
Leiterplatte eines Sperrwandlers. In der Mitte der „Speichertransformator“

Bei mehreren benötigten Ausgangsspannungen ist es beim Sperrwandler sehr einfach, mittels mehrerer Sekundärspulen verschiedene Spannungen zu erzeugen, die mit nur einer Regelung im hinreichend proportionalen Zusammenhang stehen.
Die Ausgangsspannung von Sperrwandlern richtet sich nach der Last, sie ist prinzipiell unbegrenzt, d. h., sie steigt beim unbelasteten ungeregelten Sperrwandler so weit an, bis die Gleichrichterdiode, der Schalttransistor oder die Last zerstört werden.
In den meisten Fällen ist daher eine Regelung des Sperrwandlers notwendig. Ein ungeregelter Sperrwandler überträgt bei konstanter Spannung immer die gleiche Leistung, nämlich die Speicherenergie der Spule multipliziert mit der Arbeitsfrequenz (Anzahl Leit-/Sperrphasen pro Sekunde). Falls der Sperrwandler mehr Energie überträgt als der Verbraucher gerade benötigt, steigt die Spannung am Verbraucher. In einfachen Fällen kann parallel zum Verbraucher eine Zener-Diode geschaltet werden, welche die überschüssige Leistung in Wärme umwandelt.
Für die Regelung kann eine Messwicklung auf dem Speichertransformator angebracht werden, die zugleich die primärseitige Hilfsspannungsversorgung übernimmt; man vergleicht die Spannung aus dieser Wicklung mit einem Referenzwert. Das Ergebnis wird dann einer Steuer-Elektronik zugeführt, die das Tastverhältnis der Schaltfrequenz nachregelt. Wegen der relativ ungünstigen magnetischen Kopplung zwischen den Wicklungen der Primär- und Sekundärseite (für die Isolationsspannung von 4 kV für Schutzklasse II) ist diese Form der Regelung nicht besonders gut. Üblicherweise wird sekundärseitig eine Ausgangsspannung mit einer Referenzspannung verglichen und die Abweichung über einen Optokoppler auf die Primärseite übertragen. Eher selten erfolgt eine nachfolgende Regelung bei weiteren Sekundärspannungen.
Im Quasi-Resonanzbetrieb dient die Messwicklung zur Nullspannungserkennung (ZVD), wenn der Speichertransformator seine gesamte Energie abgegeben hat. Dadurch lassen sich Schaltverluste minimieren, da der Schaltvorgang mit der fallenden Flanke, unterstützt von der Eigenresonanzschwingung, startet. Somit schaltet der Wandler auch nie gegen die Eigenresonanz, was die EMV-Abstrahlung reduziert. Eine weitere Verfeinerung bildet das Valley Switching, bei dem im Scheitelpunkt der Eigenschwingung der Schaltvorgang erfolgt.
Sperrwandler sind ausgangsseitig kurzschlussfest, wenn die Steuerelektronik (erst) bei Kernentladung (ZVD) einschaltet; es ergibt sich ein dreieckförmiger Stromverlauf und eine variable, bei Ausgangskurzschluss minimale Schaltfrequenz. Moderne Sperrwandler mit Festfrequenz sind nur dann kurzschlussfest, wenn eine Primärstrommessung bei drohender Kernsättigung abschaltet. Diese Primärstrommessung schützt zudem vor Folgeschäden bei durchlegierter, defekter Gleichrichterdiode.
Hinsichtlich der Auslegung der Regelung und der Speicherinduktivität unterscheidet man lückenden und nichtlückenden Betrieb. Bei kleiner Leistung und kleinem Tastverhältnis (Duty Cycle) des Leistungsschalters tritt lückender Betrieb auf: Der Strom im Schalttransistor ist dreieckförmig. Beim nichtlückenden Betrieb ist die Induktivität beim Einschalten des Leistungsschalters noch stromführend, der Strom im Schalter ist trapezförmig (schräg ansteigender Schenkel oben).
Da der Transformator unvermeidlich Streuinduktivitäten aufweist, muss sich um die dadurch beim Abschalten des Schalttransistors entstehende Spannungsspitze gekümmert werden. In den meisten Fällen findet sich hier eine RCD-Kombination, die diese Spitze auf für den Transistor ungefährliche Werte begrenzt und in Wärme umwandelt. Einfacher geht es mit einer Suppressordiode. Die Spannungspitze wird gegen die positive Primärspannung und damit in den primärseitigen Elko abgeführt; sein Defekt führt daher ohne weitere Schutzmaßnahmen zu umfangreichen Folgeschäden. Da Sperrwandler nur für kleine Leistungen dimensioniert werden, ist Energie-Recycling unüblich: Die Verluste in Schalttransistor, Transformator, Gleichrichter und Kondensatoren sind deutlich höher. Hingegen beim galvanisch gekoppelten SEPIC-Konverter sorgt der Koppelkondensator für eine perfekte Übertragung der Streufeldenergie auf die Sekundärseite.

## Beispiel eines Sperrwandler-Schaltnetzteils

Sperrwandler-Netzteil

Um einen Sperrwandler am Stromnetz zu betreiben, wird die Netzwechselspannung über eine Gleichrichterbrücke gleichgerichtet und mit einem Elektrolytkondensator geglättet. An diesem liegen bei 230 V~ ca. 325 V- (= Ue).
In der nebenstehenden Abbildung ist ein kompletter Schaltplan eines Sperrwandler-Schaltnetzteils abgebildet. Im Teilbild ist das Prinzipschaltbild mit nur einer Ausgangsspannung dargestellt. Die Bauteilbezeichnungen sind in das Prinzipschaltbild übernommen worden.
Die mittlere Wicklung des Speicher-Transformators ist die Primärwicklung, L1 dient der Hilfsspannungsversorgung für die Steuerung, L4 dient der Spannungsregelung und der Bestimmung des Zeitpunktes, zu dem das Magnetfeld im Kern Null geworden ist. Die rechte Wicklung ist die Sekundärwicklung und besitzt mehrere Anzapfungen, um verschiedene Ausgangsspannungen zu erzeugen. Diese Wicklung und damit die Ausgangsspannungen sind galvanisch von der Netzspannung getrennt.
Wie bei anderen Schaltnetzteilen auch ist der Wickelsinn der Wicklungen von Bedeutung: in der nebenstehenden Beispielschaltung sind alle Wicklungen bis auf L4 gleichsinnig, das heißt wie dargestellt, gewickelt. Man stellt den Wickelsinn wie im Beispielschaltplan mit Sternchen oder Punkten am Wicklungsanfang dar.
Sicherheitshinweis:
Bei elektrischen Messungen an einem primärgetakteten Schaltnetzteil im Betrieb ist der Einsatz eines Trenntransformators zwecks galvanischer Trennung vom Netz sinnvoll.

## Vor- und Nachteile
Im Folgenden sind die Vor- und Nachteile gegenüber anderen Schaltwandler-Topologien dargestellt:
Vorteile:
- Einfacher Aufbau (bei Sperrwandler-Schaltnetzteilen ist keine zusätzliche Speicherdrossel erforderlich)
- Alle Ausgangswicklungen liefern eine über eine Hilfswicklung regelbare Ausgangsspannung gemäß ihrer Windungszahl
- Sehr hohe Ausgangsspannung auch bei moderatem Übersetzungsverhältnis möglich, wobei der Sekundärgleichrichter bei sehr kurzer Sperrphase nicht wesentlich mehr Spannung sperren muss als den Wert der Ausgangsspannung (vorteilhaft bei kleinen Hochspannungsgeneratoren)
- Sehr großer Bereich der Eingangsspannung; vorteilhaft bei der Realisierung von Netzteilen für unterschiedliche Netzspannungen in verschiedenen Ländern (Netzteile mit Weitbereichseingang)
- Der Sperrwandler überträgt seine Energie erst auf die Sekundärseite, wenn der Leistungsschalter auf der Primärseite öffnet. Dioden auf der Sekundärseite sperren beim Schließen des Leistungsschalters. Daher sind Sperrwandler prinzipiell kurzschlussfest.

Nachteile:
- Größere Probleme mit der elektromagnetischen Verträglichkeit
- Größerer Trafo wegen höherer Effektivstrombelastung und unipolarer Nutzung des magnetischen Flusses.
- Hohe Schaltverluste im primärseitigen Leistungsschalter, da er im Strommaximum abschaltet und die Spannung sehr steil ansteigt.